# Ойстер-Бей (Нью-Йорк)
Ойстер-Бей (англ. Oyster Bay) ― самый восточный из трёх городов, входящих в состав округа Нассо, штат Нью-Йорк, США. Он является частью нью-йоркской агломерации и единственным городом в округе Нассо, который простирается от северного побережья Лонг-Айленда до южного. По данным переписи населения 2020 года, его население составляло 301 332 человека.
В пределах города Ойстер-Бей насчитывается 18 деревень и 18 поселков. Почтовая служба США распределила 36 населенных пунктов по 30 пятизначным почтовым индексам, обслуживаемым 20 почтовыми отделениями. Каждое почтовое отделение носит название одной из деревень, но их границы обычно не совпадают.
Ойстер-Бей — также название деревушки на Северном побережье, в черте города Ойстер-Бей. Недалеко от этой деревушки, в деревне Ков-Нек, находится Сагамор-Хилл, бывшая резиденция и летний Белый дом президента США Теодора Рузвельта, а ныне музей. По меньшей мере 6 из 36 деревень и хуторов города имеют берега в гавани Ойстер-Бей, заливе Лонг-Айленд-Саунд, и многие из них в то или иное время также упоминались как часть деревни.
Астероид 236129 Ойстербей, открытый астрономами Catalina Sky Survey в 2005 году, был назван в честь города и его гавани. Официальное название было опубликовано Центром малых планет 8 ноября 2019 года (M.P.C. 118221).